# Princesas
Princesas is een Spaanse film uit 2005, geschreven en geregisseerd door Fernando León de Aranoa.

## Verhaal
Caye (Candela Peña) is een prostituee die in haar vrije tijd graag een kapsalon bezoekt waar ze haar vrienden treft. Samen klagen ze over de goedkopere buitenlandse prostituees, die in hun ogen hun werk afpakken. Caye's standpunt verandert al snel wanneer ze Zulema (Micaela Nevárez) leert kennen. Zulema is een illegale immigrant uit de Dominicaanse Republiek die haar zoon en moeder heeft moeten achterlaten. Langzaamaan begint er een vriendschap tussen de twee te ontstaan.

## Rolverdeling
| Acteur            | Personage |
| ----------------- | --------- |
| Candela Peña      | Caye      |
| Micaela Nevárez   | Zulema    |
| Mariana Cordero   | Pilar     |
| Llum Barrera      | Gloria    |
| Violeta Pérez     | Caren     |
| Mónica Van Campen | Ángela    |
| Luis Callejo      | Manuel    |

## Ontvangst

### Recensies
Op Rotten Tomatoes geeft 74% van de 31 recensenten de film een positieve recensie, met een gemiddelde score van 6,55/10. Website Metacritic komt tot een score van 64/100, gebaseerd op 13 recensies.

### Prijzen en nominaties
De film werd genomineerd voor negen Premios Goya, waarvan de film er drie won.
| Jaar | Prijs                           | Categorie                | Genomineerde                             | Resultaat   |
| ---- | ------------------------------- | ------------------------ | ---------------------------------------- | ----------- |
| 2006 | Premios Goya (20ste uitreiking) | Beste film               | Princesas                                | Genomineerd |
| 2006 | Premios Goya (20ste uitreiking) | Beste actrice            | Candela Peña                             | Gewonnen    |
| 2006 | Premios Goya (20ste uitreiking) | Beste debuterend acteur  | Luis Callejo                             | Genomineerd |
| 2006 | Premios Goya (20ste uitreiking) | Beste debuterend actrice | Micaela Nevárez                          | Gewonnen    |
| 2006 | Premios Goya (20ste uitreiking) | Beste origineel scenario | Fernando León de Aranoa                  | Genomineerd |
| 2006 | Premios Goya (20ste uitreiking) | Beste geluid             | Miguel Rejas, Alfonso Raposo, Polo Aledo | Genomineerd |
| 2006 | Premios Goya (20ste uitreiking) | Beste kostuums           | Sabine Daigeler                          | Genomineerd |
| 2006 | Premios Goya (20ste uitreiking) | Beste grime en haarstijl | Manolo García, Carlos Hernández          | Genomineerd |
| 2006 | Premios Goya (20ste uitreiking) | Beste origineel nummer   | "Me Llaman Calle" door Manu Chao         | Gewonnen    |